# Waldheimat

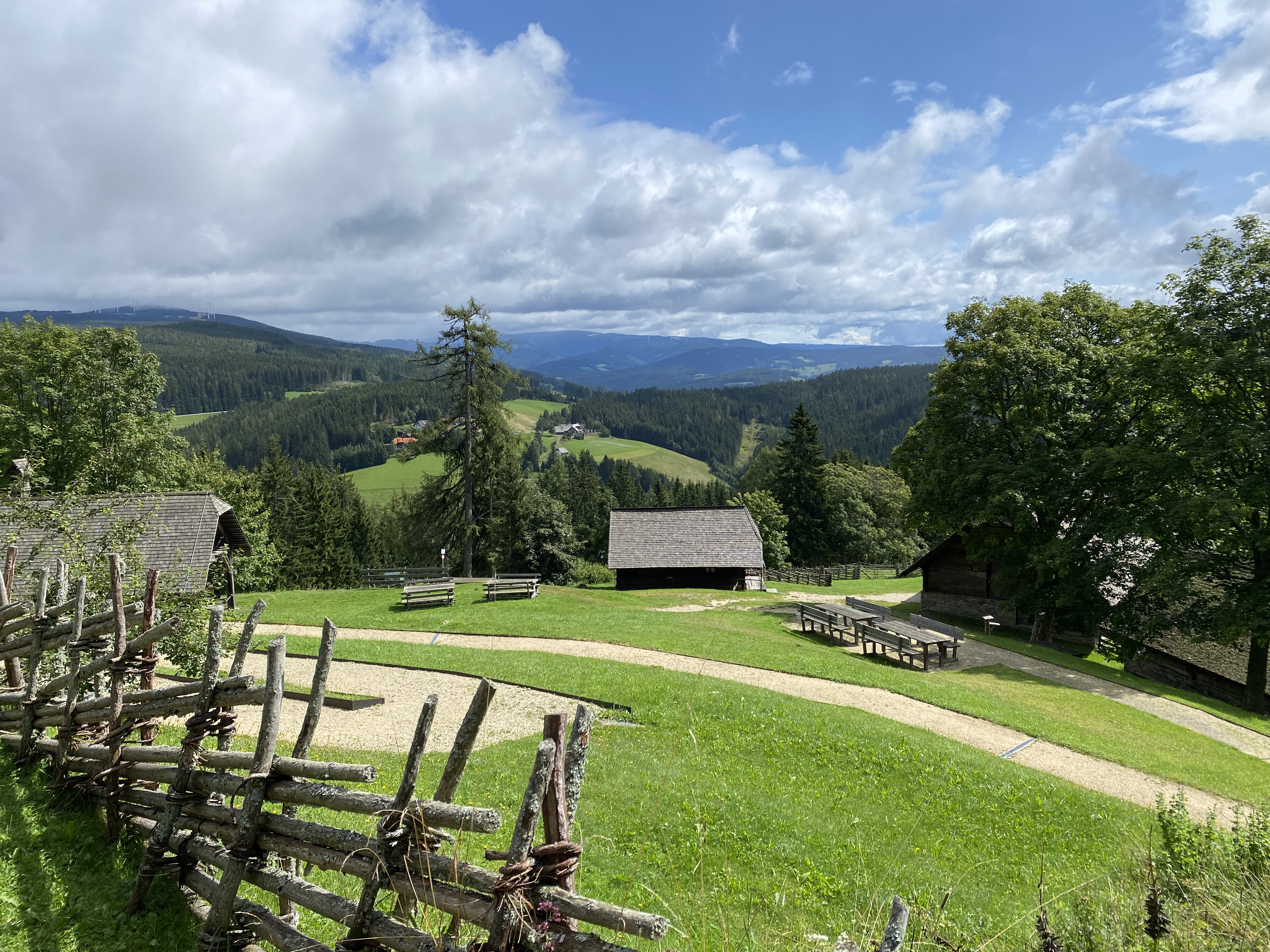
Blick vom Kluppeneggerhof

Die Waldheimat umfasst ein kleines Gebiet in den Fischbacher Alpen im österreichischen Bundesland Steiermark, das der steirische Schriftsteller und Dichter Peter Rosegger in seinen Werken verewigt hat. Es handelt sich um eine waldreiche Mittelgebirgslandschaft, früher durchsetzt von zahlreichen Einschichthöfen, von denen die meisten heute nicht mehr bestehen. Waldheimat war zuerst nur ein literarischer Begriff, den Rosegger in seiner 1872 erschienenen Erzählung Die Staudenwinkelin. Erinnerungen aus der Waldheimat verwendete. Durch sein ab 1877 erschienenes erfolgreiches Werk Waldheimat. Erinnerungen aus der Jugendzeit wurde der Begriff jedoch im deutschen Sprachraum bekannt und erschien erstmals 1907 in Kartenwerken.
Das Gebiet wird im Süden vom touristisch und landwirtschaftlich dominierten oststeirischen Joglland und im Norden vom industriell geprägten obersteirischen Mürztal begrenzt.
In Alpl, dem Heimatort Peter Roseggers, kann sein Geburtshaus, der Kluppeneggerhof in knapp 1.150 Metern Seehöhe besichtigt werden. Zum Gehöft führt ein Waldlehrpfad von der Waldschule am Alpl, die auf Initiative Peter Roseggers 1902 für die Kinder der umliegenden Bergbauernhöfe eröffnet wurde.
Sankt Kathrein am Hauenstein, wo Rosegger seine Lehrausbildung zum Schneider absolviert hat, scheint in seinen Werken immer wieder auf. Der Ort verdankt Rosegger den Wiederaufbau der Kirche, die nach einem Großbrand fast völlig zerstört wurde.